# توب غير (موسم 1)
توب جير 1 (بالإنجليزية: Top Gear)‏ هو السلسلة الأولى للبرنامج التلفزيوني البريطاني الذي يهتم بالمركبات، توب جير، تم إنتاجه في المملكة المتحدة. بدأ عرضه في سنة 2002. بلغ عدد حلقاته 10 حلقات، تم بث البرنامج لأول مرة بتاريخ 20 أكتوبر 2002 بينما تم بث آخر حلقة منه بتاريخ 29 ديسمبر 2002. مقدمو البرنامج جيرمي كلاركسون، جايسون داو وريتشارد هاموند.